# A besúgó (film, 1935)
A besúgó (eredeti cím: The Informer) egy 1935-ös amerikai filmdráma John Ford rendezésében. A történet alapjául Liam O’Flaherty azonos című regénye szolgált. Nem az első adaptáció, mert 1929-ben egy brit feldolgozás is készült. Ford filmjét hat Oscar-díjra jelölték, amelyből négyet sikerült is megnyernie.

## Történet
Egy műveletlen, de jó szándékú ír, Gypo Nolan (Victor McLaglen) a legjobb barátjáról Frankie McPhillipről (Wallace Ford), aki tagja az Ír Köztársasági Hadseregnek, jelent a hatóságnak. Nolant a 20 fontos jutalom motiválja, hogy barátnőjével Katie Maddennel (Margot Grahame) az Egyesült Államokba tudjon hajózni.
A film nyomonköveti Nolan lelkiismeretfurdalását, őrlődését, ami idáig vezet, hogy végül feladja magát.

## Szereposztás
| Szerep            | Színész         |
| ----------------- | --------------- |
| Gypo Nolan        | Victor McLaglen |
| Mary McPhillip    | Heather Angel   |
| Frankie McPhillip | Wallace Ford    |
| Don Gallagher     | Preston Foster  |
| Katie Madden      | Margot Grahame  |
| Mrs. McPhillip    | Una O’Connor    |
| Terry             | J. M. Kerrigan  |
| Bartly Mulholland | Joe Sawyer      |

## Fontosabb díjak és jelölések
- Oscar-díj (1936)
  - díj: legjobb rendező – John Ford
  - díj: legjobb férfi főszereplő – Victor McLaglen
  - díj: legjobb forgatókönyv – Dudley Nichols
  - díj: legjobb zene – Max Steiner
  - jelölés: legjobb film – Radio Pictures
  - jelölés: legjobb vágó – George Hively
- Velencei Nemzetközi Filmfesztivál (1935)
  - jelölés: Mussolini Kupa – John Ford
- National Board of Review (1935)
  - díj: legjobb film

## Fordítás
- Ez a szócikk részben vagy egészben  a   The_Informer című angol Wikipédia-szócikk fordításán alapul.  Az eredeti cikk szerkesztőit annak laptörténete sorolja fel. Ez a jelzés csupán a megfogalmazás eredetét és a szerzői jogokat jelzi, nem szolgál a cikkben szereplő információk forrásmegjelöléseként.